# P. K. Manthri
P. K. Manthri, född 1933 vid Pandalam i Kerala i Indien, död 1984, var en indisk satir- och serietecknare. Manthri var Keralas mest folkkäre serietecknare och låg bakom titlar som Pachu, Kovalan och Mr. Kunju. Hans död högtidlighålls ännu flera år efter hans död. 